# クロスボーンズ (キャラクター)
クロスボーンズ（Crossbones）、またはブロック・ラムロウ（Brock Rumlow）は、マーベル・コミックが出版するコミック作品に登場するキャラクター、スーパーヴィランである。キャプテン・アメリカの敵役として描かれ、彼の暗殺に関与した。

## 発行履歴
作家のマーク・グルーン・ウォルドとキーロン・ドワイヤーによって創造されたクロスボーンズは、最初に『キャプテン・アメリカ』第359号（1989年10月）にカメオ出演し、第362号の『ブラッドストーン・ハント』で完全に登場した。
クロスボーンズは第144号から“サンダーボルツ”にレギュラーキャラクターとして参入したが、第151号でチームから解雇された。

## キャラクター経歴
若い頃から残忍な性格だったブロック・ラムロウは、ニューヨークのロウアー・イースト・サイドで“サベッジ・クリム・ギャング”を率い、15歳時のレイチェル・レイトンに暴行し、彼女の2人の兄と戦って長兄の方を殺害すると逃亡。タスクマスターの犯罪者養成所に入学し、3年以内に“ビンゴ・ブロック”という名前でインストラクターになった。
ラムロウは“フラグ”という呼び名を持つ傭兵となり、共産主義者であるアルバート・マリク/レッドスカルに仕えると、スイスにあるアーニム・ゾラのシャトーに派遣・侵入した。そこで発生した大虐殺を生き延びたラムロウは、そのことでレッドスカル本人であるヨハン・シュミットに興味を示され、彼と出会って感銘を受け、“クロスボーンズ”のコードネームを得ると共にシュミットの右腕として雇い入られた。
ラムロウは、ユリシーズ・ブラッドストーンの破片をバロン・ヘルムート・ジモが獲得したことを察知したレッドスカルから、破片入手の命令を受けると、ジモの船に乗り込み、レイトン/ダイヤモンド・バックを圧倒したが、“コズミック・エンティティ”として知られるエイリアンのヘルファイア・ヘリックスが、バロン・ハインリッヒ・ジモを操った際に、ブラッドストーンの破片を粉砕することを余儀なくされた。これにより、ヘルファイア・ヘリックスが滅び去った。シュミットがブラッドストーンの喪失に激怒することを知っていたクロスボーンズは、キャプテン・アメリカへの餌としてダイアモンドバックを“マドリプール”に誘拐した。だが、ダイアモンドバックに逃げられ、キャプテンとの戦いにも敗北。シュミットから任務を中止して本部に戻るよう命じられると、続いてボールトから抜け出したコントローラーを拘束する指示を受けた。また、その後にクロスボーンズはレッドスカルの失踪を調査した。

## 戦力
クロスボーンズは、格闘技、ストリートファイト、射撃、さまざまな白兵戦のトレーニングを受けた熟練の戦闘員で、戦場で戦略を策定する軍事戦術家でもある。
彼はタスクマスターの下で師事した後、そこでインストラクターになった。身体的には背が高く、屈強な体格だが、大柄な男には珍しくアクロバット的な動きを披露する。さらに、彼は銃、弓、ナイフなどのさまざまな武器の使用にも長ける。クロスボーンズの主な武器の 1 つは、彼のガントレットに収納されたスプリング式スティレットブレードである。
クロスボーンズはサンダーボルツのメンバーとしてのミッション中に汚染された“テリジェン・ミスト”にさらされ、そしてその直後、彼の顔の前にエネルギーの円を生成する能力が現れ、標的を突き刺して燃やすことができるエネルギービームを発射できるようになった。しかしその一方で、最初にこのエネルギービームを放った直後に、彼のマスクは焼け落ち、炎が消えた後、クロスボーンズの顔には大きな傷跡ができてしまった。

## 他のバージョン

### ヒーローズ・リボーン
クロスボーンズは ヒーローズ・リボーン・ユニバースに レッドスカルとマスターマンのパートナーとして登場する。 このバージョンもガンマ線によって変異し、ファルコンとキャプテン・アメリカと戦う。彼はコナー・オライリーによって殺された。

### ハウス・オブ・M
2005年の『ハウス・オブ・M』で描かれた別の現実でクロスボーンズは、“マスターズ・オブ・イーヴィル”のメンバーとして登場した。レッドガードがサントリコを攻撃する前に、クロスボーンズはコブラ、ミスターハイド、及びサンダーボールと一緒にチームを去った。

### オールドマン・ローガン
Earth-21923で起こった『オールドマン・ローガン』では、クロスボーンズはスーパーヒーローを一斉に排除するために働くヴィランの一人として登場する。コネチカットでの戦闘中、クロスボーンズはジャイアントマン に踏まれる前に ワンダーマン を殺した。

### アルティメット・マーベル
十代のクロスボーンズは、『アルティメット・マーベル』にストリート・パンクとして登場する。

## MCU版
マーベル・シネマティック・ユニバース（MCU）では、フランク・グリロがブロック・ラムロウ / クロスボーンズ（Brock Rumlow / Crossbones）を演じる。日本語吹替は水内清光が担当。
本項は、“アース616”（正史の宇宙）におけるラムロウ/クロスボーンズを主軸として表記する。

### キャラクター像
たまに戯けた態度や、他者を嘲る言動をとることもあるが、任務や活動時には決して手を抜かずに活動する生粋の兵士。シリーズを通して基本的には、スティーブ・ロジャース/キャプテン・アメリカをはじめとするヒーローたちと敵対するヴィランであるが、『キャプテン・アメリカ/ウィンター・ソルジャー』や『アベンジャーズ/エンドゲーム』では“S.H.I.E.L.D.”の特別チームである“S.T.R.I.K.E.”に指揮官として潜伏する“ヒドラ”の構成員として登場し、『シビル・ウォー/キャプテン・アメリカ』では武器商人兼傭兵の“クロスボーンズ”として活動する。

### 『ホワット・イフ...?』版
正史の宇宙とは別の宇宙である“アース51825”・“アース72124”・“アース82111”におけるラムロウは、全てS.T.R.I.K.E.の指揮官として描写され、ヒドラ構成員やクロスボーンズとしての動向は見せていない。

### 能力
超人的能力は有していないものの、ヒドラとS.H.I.E.L.D.での訓練により、ライフル、ハンドガン、ナイフ、手榴弾ランチャーなど、あらゆる武器の取り扱いに長け、超人兵士であるスティーブとも生身での格闘戦である程度渡り合える実力者である。“インサイト計画”の際に“ヘリキャリア”の墜落に巻き込まれ、全身に大火傷を負ったことで神経の大部分を損傷し、痛みを感じない身体となった。

### 武装
特別作戦用戦闘服
S.T.R.I.K.E.におけるユニフォーム。ラムロウは、インサイト計画の際に、防弾ベストの下に着用しているインナーの上にハーネスを「クロスボーンズ」の名の如く、×字状にクロスして装着していた。
銃火器
ハンドガン
グロック19
S.H.I.E.L.D.のエージェントや兵士の標準武装。市街地でスティーブたちを捕らえた際に使用。
SIG SAUER P226
インサイト計画の際に、S.H.I.E.L.D.のエージェントや兵士の撃退に使用。
P226 SCTカスタムモデル
インサイト計画の際に、キャメロン・クラインへの脅迫に使用。
ライフル
ステアーAUG A3
DCL-110 スコープ搭載。“レムリア・スター”の任務で使用する。
M4A1
“キャンプ・リーハイ”でのスティーブとナターシャ・ロマノフ/ブラック・ウィドウの捜索任務で使用する。
テイザー・ロッド
S.T.R.I.K.E.の隊員が装備する電磁警棒。“トリスケリオン”のエレベーター内での格闘戦で、スティーブに対して2本を用いる。
タクティカルナイフ
左大腿部のホルダーで携行している戦闘用ナイフ。インサイト計画の際に、シャロン・カーターへの不意打ちや、挑んできたS.H.I.E.L.D.のエージェントや兵士たちとの近接戦に使用する。
クロスボーンズのボディアーマー（Crossbones' Battlefield Suit）
傭兵兼武器商人となったラムロウ/クロスボーンズがテロ活動と身体の火傷を覆い隠すために用いる装甲服。“クロスボーンズ”の名のとおり、“×”と髑髏のような白いペイントがそれぞれ施された胸部アーマーとフルフェイスヘルメット、複数の予備弾薬と手甲の追加装置が収められた両袖、耐火性バイオハザードブーツ、両前腕に装備するメカニカル・ガントレットで構成される。ガントレットには空気圧で打撃力を高める増幅装置と格闘戦用の刃が仕込まれており、これで放つパンチは、一撃でスティーブをも突き飛ばした。
ラムロウの自爆に伴ってこのアーマーも大破したが、戦闘中に外されて落とした右腕側のガントレットは、バルチャーの一味の手に渡り、“ショッカー・ガントレット”に改良される。
M67破片手榴弾
ラゴスの感染症研究所での戦闘で、ナターシャに対して使用した手榴弾。
このほかにもラムロウは、シャロンから取り上げたFNX-45 タクティカルや、Mk19 自動擲弾銃も使用している。

### 描写
『キャプテン・アメリカ/ウィンター・ソルジャー』
本作でMCU初登場。
物語冒頭のレムリア・スターでの任務では、スティーブの指示の下、片腕のジャック・ロリンズをはじめとする部下たちと船尾で敵を制圧して人質を救出し、後日アレクサンダー・ピアースからの指示でスティーブをトリスケリオンへ護送するが、彼がピアースとの面談を終えると、エレベーター内でロリンズらや複数のエージェントと共に躊躇もなく襲撃し、善戦したものの敗北した。
それから、ナターシャを味方に付けたスティーブを捜索し続けるも、最初に赴いたショッピングモールでは彼らにニアミスしたにもかかわらず、仲睦まじいカップルと思い込まされる失態を犯し、次に出動したキャンプ・リーハイの跡地でも接触できずに取り逃がすなど、2人を見つけられなかったが、これを機にウィンター・ソルジャーの出動を依頼。市街地でウィンター・ソルジャーらに襲われ、愕然とし消耗したスティーブたちを遂に捕らえて連行することに成功する。
だがマリア・ヒルによってスティーブたちを逃がされてしまい、ピアースによるウィンター・ソルジャー（バッキー・バーンズ）の再洗脳に立ち会った後日のインサイト計画実行時には、スティーブのスピーチに手を止めたクラインに銃を突きつけて、ヘリキャリアを発艦させるように脅し、彼に拒否されると自ら端末を操作しヘリキャリア3機を発艦させた。トリスケリオン内が大混乱する中で、ヒドラに属してないS.H.I.E.L.D.のメンバーを次々に倒していき、肉弾戦を挑んできたサム・ウィルソン/ファルコンを追い詰めるが、撃墜されたヘリキャリアが運悪く背後から突っ込んできたことで、本艦とトリスケリオンの瓦礫の下敷きとなってしまい、意識不明の重傷を負ってS.H.I.E.L.D.の医療施設に収容される。
『シビル・ウォー/キャプテン・アメリカ』
本作では物語の冒頭にのみ登場。スティーブを激しく憎悪し、彼の抹殺に執念を燃やす。手下と共にラゴスの感染症研究所から生物兵器を奪取するためのテロ活動を企てて実行。生物兵器の奪取に成功すると、“アベンジャーズ”と交戦し、スティーブと一騎打ちを繰り広げるが敗北。バッキーの名を口にしてスティーブを油断させると、彼を道連れにしようと自爆を敢行するも、それと同時にワンダ・マキシモフ/スカーレット・ウィッチが超能力を発動させ、爆発のエネルギーを抑え込んだことでスティーブは事なきを得ることになってしまった。自身はそのままワンダにより上空に持ち上げられるが、彼女が超能力を制御できなかったため、高層ビルに叩きつけられ、その衝撃で自爆し、死亡する最期を遂げる。
その結果、多数の市民が自爆に巻き込まれる人的被害が発生し、“ソコヴィア協定”及び協定への調印などを巡るアベンジャーズの内部分裂の発端となる。
『アベンジャーズ/エンドゲーム』
本作ではトニー・スターク/アイアンマン、スティーブ、ブルース・バナー/スマート・ハルク、スコット・ラング/アントマンがタイムトラベルした、“ニューヨーク決戦”後の時代に登場。当時は彼も“スターク・タワー”に赴き、ロキと“セプター”を確保する任務に従事していた。
セプターを確保すると、ジャスパー・シットウェルやロリンズらと共にエレベーターで下階に降りようとするが、そこに2024年の未来からタイムトラベルしてきたスティーブがエレベーターに乗り込んでくると、挨拶してきた彼に不審感を覚えるも、懐柔したシットウェルからセプターを引き取って立ち去るスティーブを見送ることになる。
『ホワット・イフ...?』
シーズン1
第3話
アース51825におけるラムロウが登場。トニー・スターク/アイアンマンの殺害容疑がかかったナターシャ・ロマノフ/ブラック・ウィドウを、ジャック・ロリンズらと共にトラックで連行。自身は助手席に座って運転手に「最初から怪しい女だった。パンチはいいが〜」と、ナターシャへの不信を述懐したが、彼女に脱出されて「やられた！」と絶叫しながら歯を軋ませる。
第7話
アース72124におけるラムロウが登場。パーティーがあった翌朝のラスベガスのホテルに宿泊するジェーン・フォスターの下を訪ねて彼女に応答を急かした。“ヘリキャリア”のブリッジでは、マリア・ヒルに「最終手段」と呼ばれるポケベルを手渡し、ソーへの対処としてマリアが核ミサイルを発射しようとした際には、幻術によるフリッガの出現に驚く姿とミサイルの発射中止に「また撃てなかった！」と強く悔しがる素振りを見せる。
第9話
アース82111におけるラムロウが冒頭にのみ登場。S.T.R.I.K.E.を率いてペギー・カーター/キャプテン・カーターや、ナターシャ・ロマノフ/ブラック・ウィドウと共に、海賊に占拠されたレムリア・スターを奪還する任務にあたる準備をするが、以降の活動は描写されずに終わる。

## その他のメディア

### テレビ
- アニメ『アベンジャーズ・アッセンブル』 にクロスボーンズが登場。フレッド・タタショアが声をあてた。さらに、バトルワールドにおけるバージョンは、エピソード『ヴィブラニウム・コースト』に登場した。
- アニメ『アルティメット・スパイダーマン』にもクロスボーンズが登場。本作でもフレッド・タタショアが声をあてた。このバージョンはヒドラのメンバーであり、アーニム・ゾラがシリーズの途中で亡くなった後、最終的にヒドラのリーダーになった。2部構成のシリーズフィナーレ『グラデーション・デイ』で、クロスボーンズはスコーピオンに襲われ、リザードに変異するドクター・オクトパスは彼を洗脳してシニスター・シックスに参加させ、スパイダーマンを攻撃させた。だがシニスター・シックスが倒されると、スパイダーマンの治療を受けた。

### 参考
1. ↑  Captain America #362. Marvel Comics.
2. 1 2  Captain America #400. Marvel Comics.
3. ↑  Captain America #359–360. Marvel Comics.
4. ↑  Brevoort, Tom; DeFalco, Tom; Manning, Matthew K.; Sanderson, Peter; Wiacek, Win (2017). Marvel Year By Year: A Visual History. DK Publishing. p. 242. ISBN 978-1465455505
5. ↑  Captain America #361–362. Marvel Comics.
6. ↑  Captain America #363–364. Marvel Comics.
7. ↑  Captain America #365. Marvel Comics.
8. ↑  Captain America #368
9. ↑  en:Liefeld, Rob; en:Loeb, Jeph (w), Liefeld, Rob (p), Sibal, Jonathan; Stucker, Lary (i). "Patriotism", Captain America (Vol 2) #3 (January 1997). Marvel Comics.
10. ↑  James Robinson (w), (Various) (p), (Various) (i). "Crossroads", Captain America (vol. 2) #7 (May 1997). Marvel Comics.
11. ↑  Heroes Reborn: Rebel #1. Marvel Comics.
12. ↑  House of M: Masters of Evil #1. Marvel Comics.
13. ↑  House of M: Masters of Evil #4. Marvel Comics.
14. ↑  en:Fiffe, Michel (w), Pinna, Amilcar (a). All-New Ultimates #4 (July 2014). Marvel Comics.
15. 1 2  ビジュアル・ディクショナリー 2019, p. 142
16. ↑  キャラクター事典 2020, p. 76 - 77
17. 1 2 3 4 5  キャラクター事典 2020, p. 77
18. 1 2 3 4  ビジュアル・ディクショナリー 2019, p. 34